# Harry Wilson Watrous

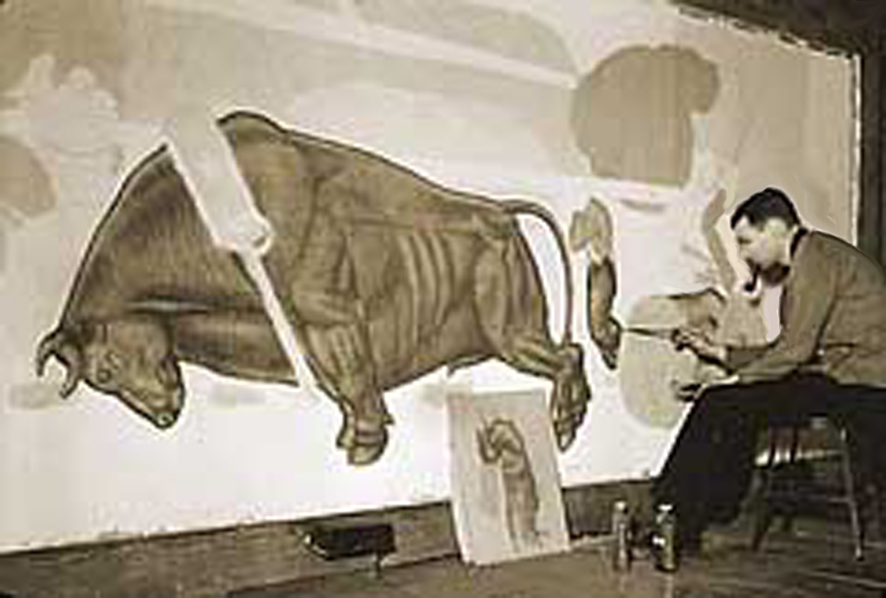
Watrous werkt aan een muurschildering

Harry Willson Watrous (San Francisco, 17 september 1857 – New York, 10 mei 1940) was een Amerikaans kunstschilder, vooral bekend om zijn geïdealiseerde academische vrouwportretten. Hij schilderde ook landschappen en stillevens.

## Leven en werk
Watrous werd geboren in San Francisco en bracht zijn jeugd door in New York, waar hij zijn eerste tekenlessen kreeg. Na een verblijf in Californië in 1881 vertrok hij voor vijf jaar naar het buitenland. Hij reisde door Marokko en het zuiden van Spanje, waar hij een poos verbleef in Malaga. Vervolgens ging hij naar Parijs en studeerde daar aan de Académie Julian onder Léon Bonnat, Gustave Boulanger en Jules Joseph Lefebvre. Zijn vroege werk werd sterk beïnvloed door Jean-Louis-Ernest Meissonier.
Watrous schilderde in een verfijnde academische stijl, aanvankelijk vooral genrewerken met veel aandacht voor kostuums en interieurs. In 1904 won hij een gouden medaille op de Saint Louis World's Fair. Van 1905 tot 1918 specialiseerde hij zich in de stijlvolle, modernistische, bijna simplistische vrouwportretten waarmee hij beroemd zou worden, vaak gelardeerd met vogels, insecten of andere symbolische elementen. Tussen 1918 en 1923 verlegde hij zijn focus en maakte vooral landschappen, met veel aandacht voor lichtcontrasten en compositie. Na 1923 concentreerde hij zich vooral op het schilderen van stillevens met decoratieve voorwerpen, vaak uit de oudheid. Doorheen de variëteit in zijn onderwerpkeuzes bleef hij echter steeds trouw aan zijn precieze, gepolijste, academische stijl, met een sterke nadruk op sobere, klassieke eenvoud.
Watrous was getrouwd met kunstschilderes en schrijfster Elizabeth Snowden Nichols. In 1933 werd hij voorzitter van de National Academy of Design. Hij overleed in 1940 in New York, op 82-jarige leeftijd.
Na zijn dood werd Watrous lange tijd door de kunstkritiek genegeerd, maar aan het einde van de twintigste eeuw kende de interesse in zijn werk een heropleving. Mede gezien zijn geringe productie worden thans op veilingen hoge prijzen gevraagd voor zijn schilderijen. Zijn werk is onder andere te zien in het Brooklyn Museum, het museum van de National Academy of Design en het Metropolitan Museum of Art in New York.

## Galerij

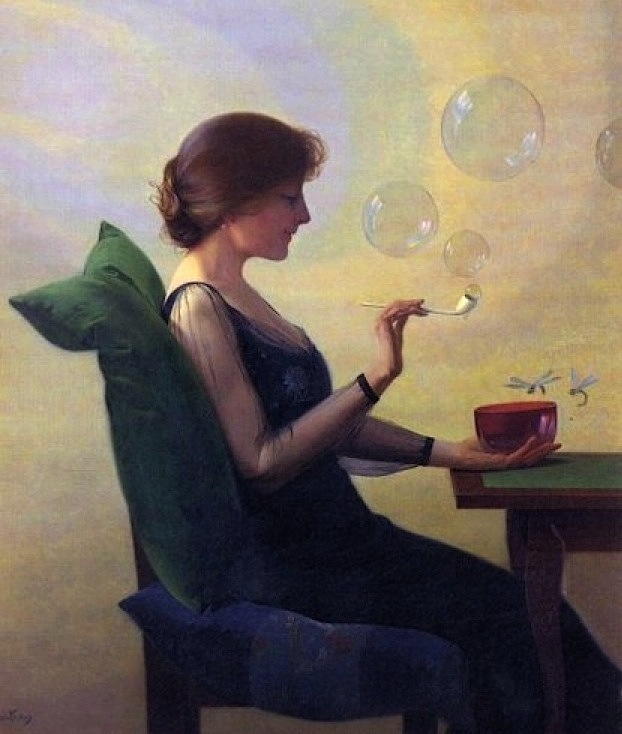
The Slacker
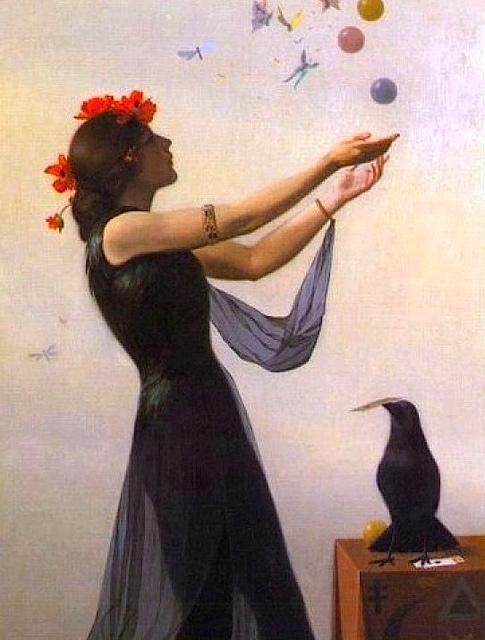
The Magician
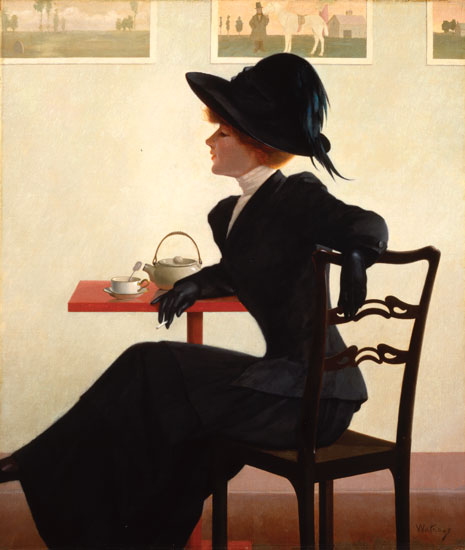
Sophistication, Haggin Museum, Stockton
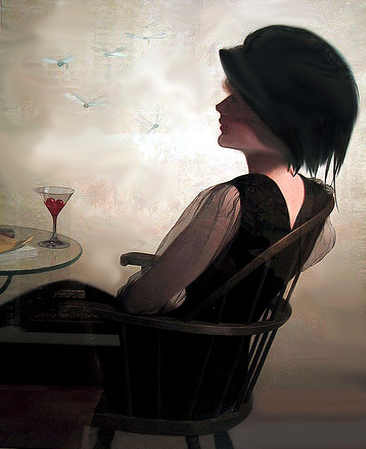
The Passing of Summer, Metropolitan Museum of Art
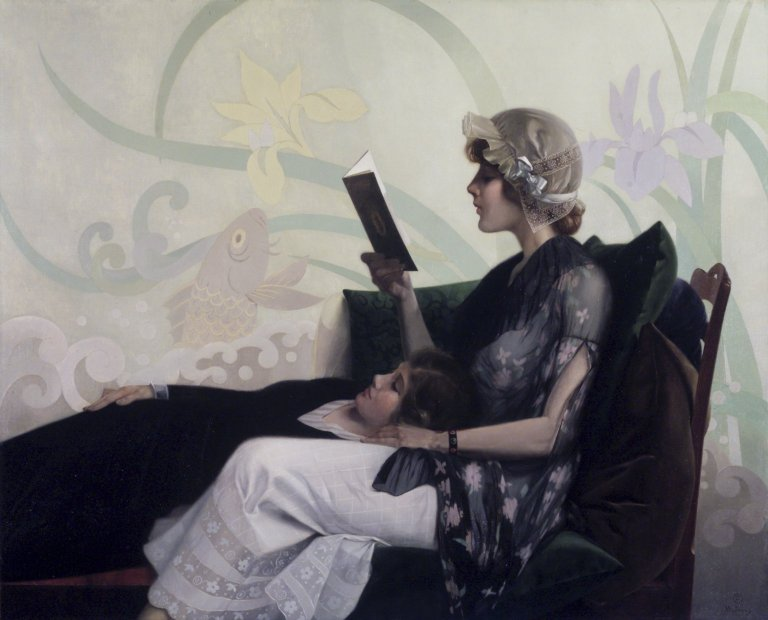
Just a Couple of Girls, Brooklyn Museum
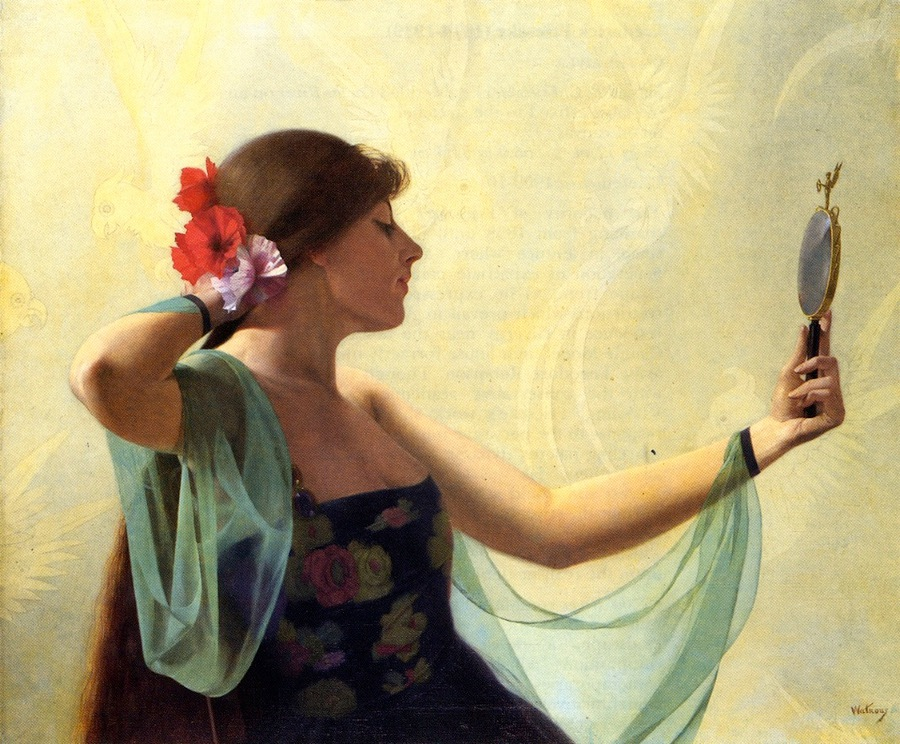
Girl with the Mirror
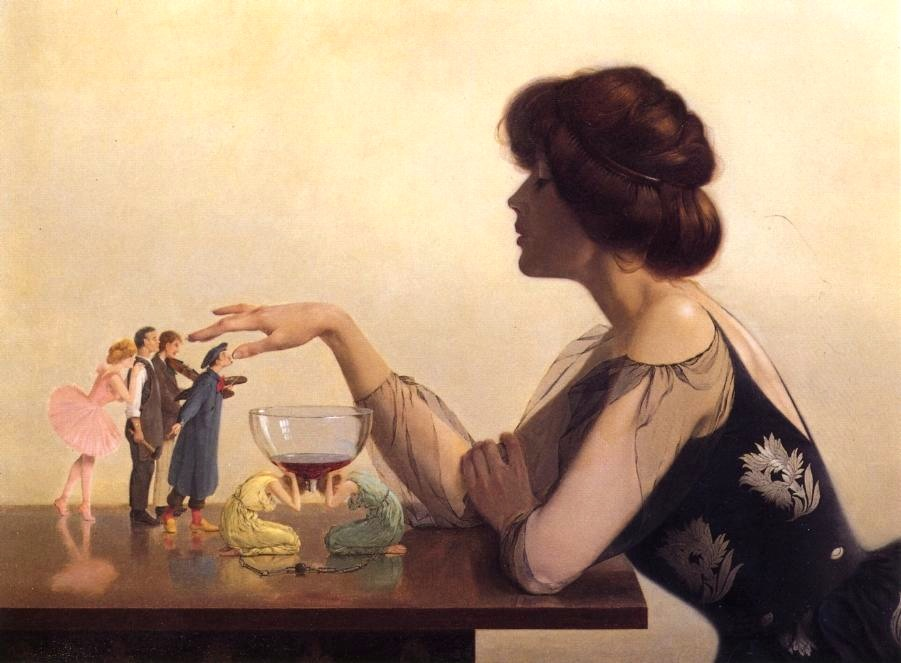
The Dregs
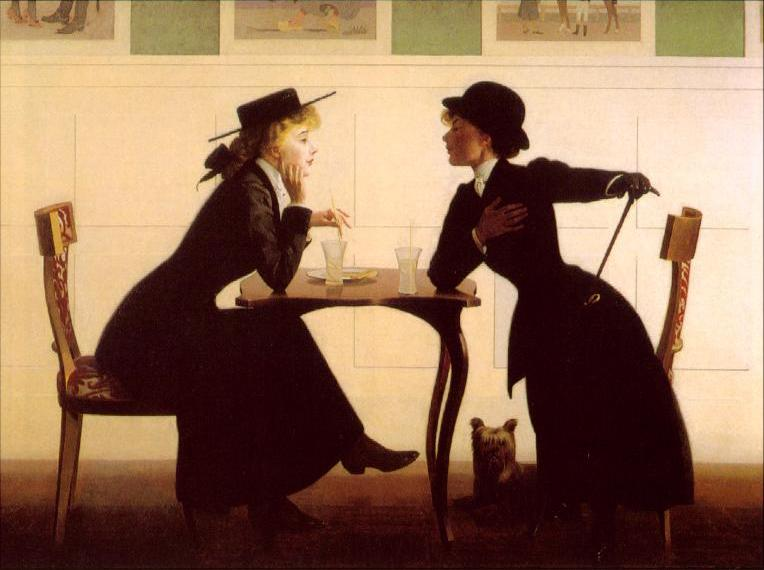
Confidences
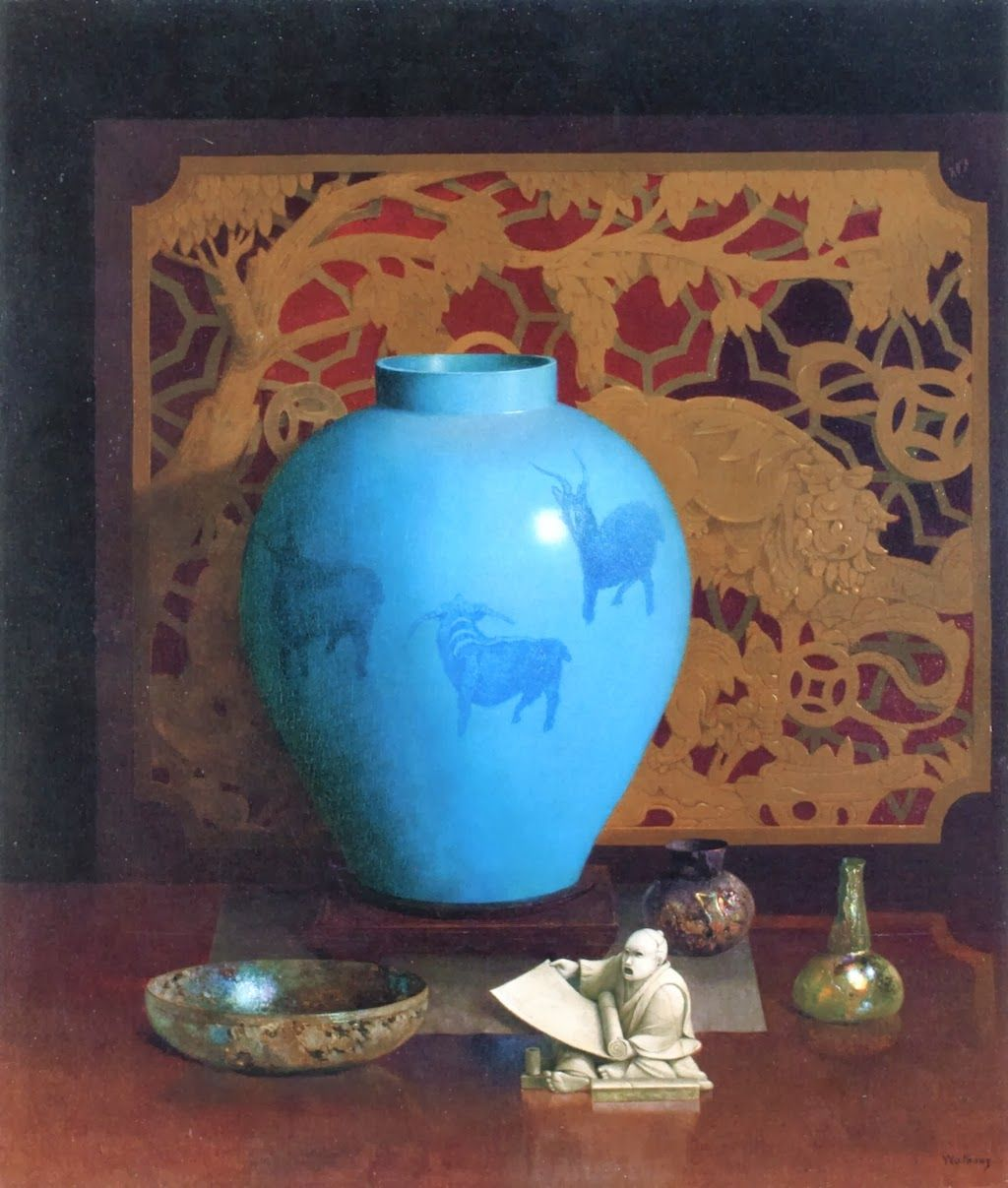
The Blue Goats
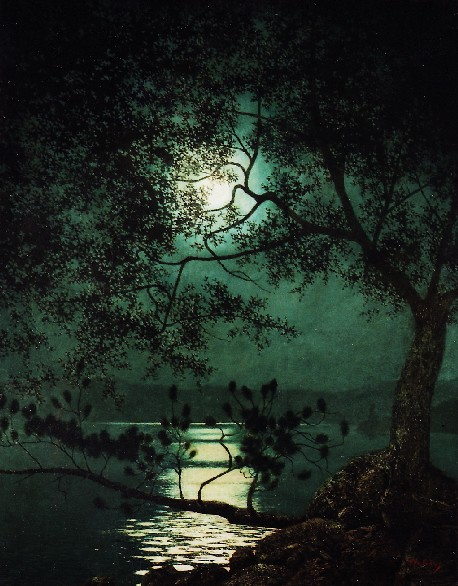
Fallen Pine at Hague, Lake George